# Ágnes Nemes Nagy
Ágnes Nemes Nagy (Budapest, 3 de enero de 1922 – Budapest,  23 de agosto de 1991) fue una poeta, escritora, educadora y traductora húngara.

## Trayectoria
Sus padres emigraron del pueblo de Halmi, en el condado de Ugocsa, a Budapest después de la Primera Guerra Mundial. Fue alumna del legendario instituto reformado para señoritas Baár-Madas, en el que se graduó en 1939 con matrícula de honor. Su director, Lajos Áprily, tuvo una influencia decisiva en su poesía adolescente y fue también un crítico de sus primeros intentos como traductora literaria. Continuó sus estudios de Historia del Arte húngaro y latino en la Universidad Péter Pázmány, donde conoció a Antal Szerb, Gábor Halász y Balázs Lengyel, con quien se casó en abril de 1944. Durante la Segunda Guerra Mundial, ella y su marido, que había escapado del ejército, rescataron y escondieron a personas perseguidas.
En 1946 publicó su primer libro de poemas, titulado Kettős világban (Dos mundos), por el que recibió el Premio Baumgarten dos años después. Junto con Balazs Lengyel, fundó la revista Újhold, que asumía los ideales y las exigencias de calidad de Occidente. Al cabo de un tiempo, la revista fue considerada demasiado burguesa por la política cultural oficial y fue prohibida en 1948. Entre agosto de 1947 y agosto de 1948, estuvo becada junto con los grandes de la ciencia, el arte y la literatura húngaros como János Pilinszky, Amy Károlyi, Géza Ottlik y Sándor Weöres en la Academia Húngara de Roma y París, en un viaje de estudios para afrontar los horrores de la guerra.
De 1945 a 1953, fue colaboradora de la revista de educación Köznevelés y entre 1953 y 1957 profesora de secundaria en el Petőfi Sándor Gymnasium de Budapest. En esta década su obra fue suprimida y trabajó como traductora de obras de Molière, Racine, Corneille, Bertolt Brecht y otros. A partir de 1958, se dedicó a escribir. En 1967 publicó un nuevo volumen titulado Solsticio y en 1969 recibió el Premio Attila József por Caballos y ángeles.
A partir de finales de los años sesenta, se convirtió en una figura destacada de la vida literaria húngara. Su nombre se hizo cada vez más conocido fuera del país y revistas y antologías extranjeras publicaron sus poemas en inglés, alemán, francés e italiano. También mantuvo contacto con poetas y escritores que vivían en la emigración y participó en varias lecturas y encuentros de escritores en el extranjero. En sus ensayos, escribió sobre sus colegas escritores (dedicó un retrato poético al escritor Mihály Babits), la práctica de la traducción literaria y la escritura de poesía, la psicología de la composición y el análisis de la poesía. Entre sus cuentos para niños destaca su libro Bors néni, que fue objeto de una producción de gran éxito en el Teatro Kolibri. En 1986, junto con Balázs Lengyel e István Lakatos  relanzó Újholdat, como un almanaque bianual, que se publicó hasta su fallecimiento en 1991.

## Reconocimientos
En 1948, recibió el premio Baumgarten. 
En 1983, obtuvo el Premio Kossuth en reconocimiento a toda su obra. 
En 1991, se convirtió en miembro fundador de la Academia Széchenyi de Literatura y Arte, organizada en el seno de la Academia Húngara de Ciencias. 
En 1998, se le concedió a título póstumo la Medalla de Justa de las Naciones del Estado de Israel, junto con Balazs Lengyel, por salvar a judíos durante el Holocausto.

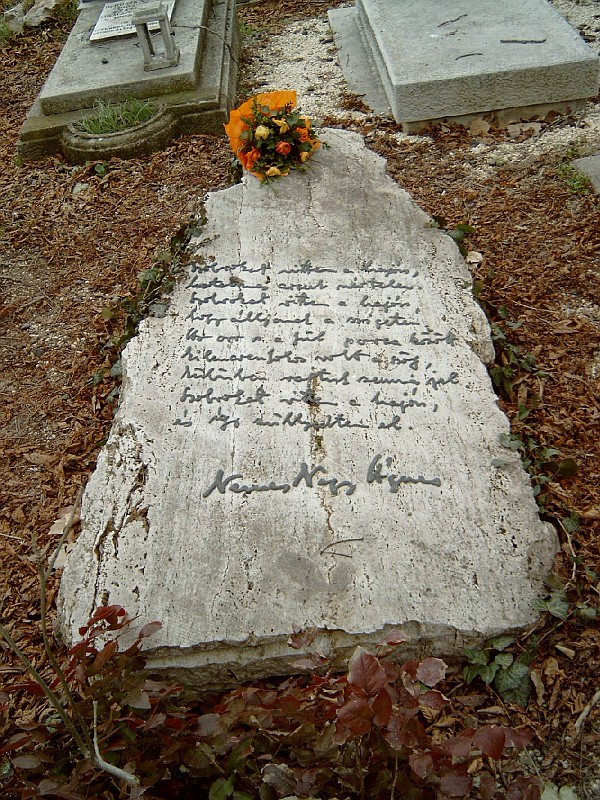
La tumba de Ágnes Nemes Nagy en Budapest. Cementerio de Farkasréti

En 1998, la Fundación Pro Renovanda Cultura Hungariae creó el Premio Memorial Ágnes Nemes Nagy con el que reconocer a los mejores ensayistas húngaros. 
En 1999, se colocó una placa conmemorativa de bronce, obra del escultor Géza Dezső Fekete en la pared del instituto Petőfi Sándor de Budapest. 
En 2001, el Ayuntamiento del XII Distrito de Budapest, la Asociación de Escritores Húngaros y la Academia de Artes Széchenyi hicieron colocar una placa conmemorativa en la pared de la antigua residencia de la poeta, en la calle Királyhágó, 5.

## Obras seleccionadas
- Szárazvillám (Rayo de calor), poesía (1957).
- Az aranyecset (El pincel dorado), libro para niños.
- Lila fecske (Golondrina púrpura), libro para niños.
- Napforduló (Solsticio), poesía (1967).
- 64 hattyú (64 cisnes), ensayo (1975).
- Között (Entre), poesía (1981).[5]
- A Föld emlékei (Recuerdos de la Tierra), poesía (1986).[5]